# Joseph Wendel
Joseph Wendel (27 de maio de 1901 - 31 de dezembro de 1960) foi um cardeal alemão da Igreja Católica Romana que serviu como arcebispo de Munique e Freising de 1952 até sua morte, e foi elevado a cardeal em 1953 pelo Papa Pio XII.

## Biografia
Joseph Wendel nasceu em Blieskastel, e estudou no seminário em Speyer, e a Pontifícia alemão-húngaro College e da Pontifícia Universidade Gregoriana, em Roma. Do gregoriano obteve doutorados em filosofia e teologia. Wendel foi ordenado ao sacerdócio em 30 de outubro de 1927 e depois fez o trabalho pastoral em Speyer, também servindo como diretor da Caritas, até 1941.
Em 4 de abril de 1941, ele foi nomeado bispo coadjutor de Speyer e bispo titular de Lebessus. Ele recebeu sua consagração episcopal no dia 29 de junho do bispo Ludwig Sebastian, com os bispos Matthias Ehrenfried e Joseph Kolb servindo como co-consagradores. Wendel sucedeu Sebastian como Bispo de Speyer em 20 de maio de 1943, sendo instalado em 4 de junho do mesmo ano. Durante a Segunda Guerra Mundial, ele defendeu fortemente os direitos da Igreja e da humanidade. Wendel ficou conhecido como o "Bispo da Paz" após a guerra por causa de seus esforços para restaurar a Alemanha Ocidental boa vontade.
O Papa Pio XII nomeou-o Arcebispo de Munique e Freising em 9 de agosto de 1952 (três Bispos de Speyer tornaram-se Arcebispo de Munique e Freising, sendo os outros Michael von Faulhaber e Friedrich Wetter) e criou-o Cardeal Sacerdote de S. Maria Nuova no consistório de 12 de janeiro de 1953. Em 4 de fevereiro de 1956, Wendel tornou-se o Vigário Apostólico do Ordinariato Militar Católico da Alemanha. Ele foi um dos cardeais eleitores do conclave papal de 1958, que selecionou o Papa João XXIII. O prelado alemão também fez gestos de ecumenismo aos protestantes, e organizou o Congresso Eucarístico Internacional em Munique em 1960.
Pouco depois de entregar seu sermão de Ano Novo, Wendel morreu de um ataque cardíaco em Munique, aos 59 anos. Ele está enterrado na catedral metropolitana da mesma cidade.

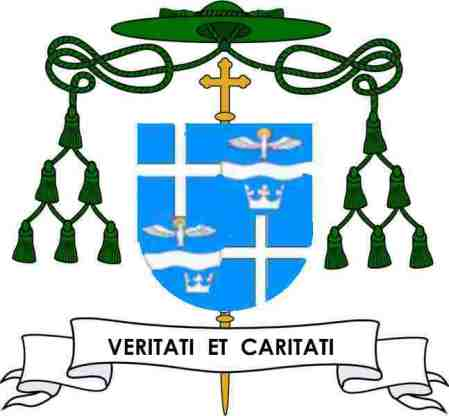
Brasão de armas como Bispo de Speyer
Brasão como Cardeal - Arcebispo de Munique e Freising